# Gare de La Chapelle-Saint-Mesmin
Gare de La Chapelle-Saint-Mesmin – przystanek kolejowy w Chapelle-Saint-Mesmin, w departamencie Loiret, w Regionie Centralnym, we Francji.
Jest przystankiem kolejowym Société nationale des chemins de fer français (SNCF), obsługiwanym przez pociągi TER Centre kursujące między Tours, Blois i Orleanem.

## Położenie
Znajduje się na wysokości 106 m n.p.m. na km 128,315 linii linii Paryż – Bordeaux, pomiędzy stacjami Les Aubrais - Orléans i Chaingy-Fourneaux-Plage.